# Camille Barrère

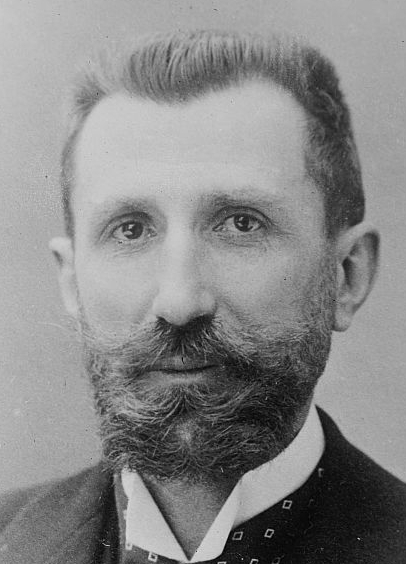
Camille Barrère

Camille Barrère (La Charité-sur-Loire, 23 de novembro de 1851 - Paris, 7 de outubro de 1940) foi um diplomata francês, durante muito tempo embaixador do seu país em Roma.
Criado em criança em Inglaterra, perfeitamente fluente na língua inglesa, Barrère foi ex-communard, depois jornalista. Entrou na diplomacia devido à vontade dos vários governos da Terceira República Francesa em ampliar a base social deste corpo exclusivo reservado essencialmente à aristocracia ou à alta burguesia.
Barrère foi cônsul-geral no Cairo (1883/1885), depois ministro plenipotenciário em Estocolmo (1885/1888), e foi nomeado para Munique. Representou o governo francês em Roma de 1897 a 1924. Favoreceu a assinatura de um tratado de comércio entre França e Itália, elaborou um regulamento cordial sobre o diferendo colonial na Líbia, agiu para manter a Itália neutral em setembro de 1914, o que conduziu à aliança da Tríplice Entente franco-britânica em 1915. 
Dele escreveu Guilherme II da Alemanha no seu diário, em setembro de 1914 : "Os nossos aliados afastam-se de nós como das maçãs podres...".
Foi demitido em 1924 do posto em Roma por decisão de Édouard Herriot, após a vitória eleitoral do Cartel des gauches. Em 1926 foi eleito membro da Académie des sciences morales et politiques. Foi administrador da companhia do canal do Suez.
Quando morreu era o último communard.